# Арменанте, Джиллиан
Джи́ллиан Арменанте́ (англ. Jillian Armenante; 5 июля 1968, Патерсон, Нью-Джерси, США) — американская актриса.

## Биография
Джиллиан Арменанте родилась 5 июля 1968 года в Патерсоне (штат Нью-Джерси, США), а выросла в Уайкоффе. Она окончила «Ramapo High School».

## Карьера
Джиллиан дебютировала в кино в 1991 году, сыграв роль девушки на улице в фильме «Дурацкое пари». В 1999 году Арменанте сыграла одну из своих самых известных ролей — Синтию Раули в фильме «Прерванная жизнь». Всего она сыграла в 49 фильмах и телесериалах.

## Личная жизнь
Джиллиан — открытая лесбиянка. С февраля 2004 года она жената на актрисе Элис Додд (род.1970). У супругов есть двое дочерей — Хейзел Джорджия Додд-Арменанте (род. 21.11.2004, рождена Арменанте) и Элойз Маргарет Арменанте-Додд (род. 12.12.2008, рождена Додд).

## Избранная фильмография
| Год  |   | Русское название      | Оригинальное название | Роль         |
| ---- | - | --------------------- | --------------------- | ------------ |
| 2005 | с | Клиент всегда мёртв   | Six Feet Under        | Ширли        |
| 2011 | с | Отчаянные домохозяйки | Desperate Housewives  | Рейчел       |
| 2011 | с | Бесстыжие             | Shameless             | Эбби Руджеро |